# Maison de Fer (Poissy)
La maison de fer ou maison métallique de Poissy (appelée improprement maison Eiffel) et parfois villa de la Maladrerie, est l'une des dix maisons en fer répertoriées en France et bâties selon le procédé de tôles embouties de Joseph Danly ,. Construite en 1896, elle est occupée jusque dans les années 1980. Située initialement à proximité du tracé de l'autoroute A14, elle est laissée à l'abandon à la suite d'une expropriation et subit d'importantes dégradations avant d'être abattue par la tempête de 1999. Elle est démontée en 2016 par les services techniques de la ville de Poissy puis remontée dans le parc Meissonier  pour installer un centre d’interprétation de l’architecture et du patrimoine en son sein inauguré le 19 septembre 2020.

## Histoire

### Construction et occupation
La maison est réalisée en 1896 par les forges d’Hautmont pour Georges F. de Coninck (1848-1934) et son épouse Isabelle S. Winslow (1857-1945)  au croisement de l'avenue de la Maladrerie et de la rue du Champ-Gaillard. C'est ensuite Anne Mary Renée de Coninck, nièce de Georges F. de Coninck, et son mari Raymond Lerch qui y vivent jusqu’au milieu des années 1940. La maison est achetée par les époux Croisier et louée avec une autre petite maison en meulière, détruite plus tard, à des personnes travaillant à la société d’élevage de chiens de la Coudraie,.
Un groupe de FFI s'installe dans la maison au moment de la Libération ce qui conduira a retrouver des douilles encore vingt ans plus tard.
Le 8 janvier 1960, elle est achetée par l'antiquaire italien Giancarlo Baroni par-devant notaire Me Binet, puis occupé avec son épouse Jennifer Yates. La maison est alors meublée et décorée avec goût, le jardin parfaitement entretenu est agrandi en 1961 et 1963 et planté d'une roseraie d'arbres en l'honneur de chacun des enfants (pin, sapin bleu et saule pleureur) devant s'occuper à tour de rôle de l'entretien.
Sa façade et sa toiture sont inscrites au titre des monuments historiques par arrêté du 1er août 1975 modifié par l'arrêté du 7 juin 2023,.
La maison est probablement habitée jusqu'en 1980. La photographe et artiste Francesca Piqueras, dont le travail porte sur les carcasses métalliques des bateaux abandonnés, fait partie des occupants de la maison lorsqu'elle fut enfant.

### Abandon et dégradations successives
En juillet 1980, la maison est estimée et mise en vente par les Domaines mais aucun visiteur ne l'achète la trouvant « ouverte à tous les vents ».
En février 1981, la maison et son terrain sont achetés par l'État par expropriation afin de construire l'autoroute A14. Le 29 juin 1981, la maison subit un incendie détruisant totalement le clocheton et abîmant sérieusement la charpente et la toiture,.
Le 1er juillet 1981, la DDE demande qu'un arrêté de péril soit pris pour « ce lieu de rendez-vous de la délinquance juvénile ». Le maire énonce que « C'est une maison probablement abandonnée par ses propriétaires et laissée sans surveillance » et précise que la demeure est saccagée, les cheminées détruites, les appareils sanitaires et de chauffages volés et les menuiseries dégradées.
L'architecte des bâtiments de France émet un avis défavorable a tout projet de démolition du bâtiment jugeant qu'il n'y a pas d’effondrement à craindre et préconise la réfection des clôtures par le propriétaire.
En mai-juin 1983, le bureau Jean et Claude Prouvé réalise le relevé des façades pour le compte de la DRAC.
Le 16 novembre 1984 lors d'une « journée architecturale » organisée par la ville de Poissy en collaboration avec le centre de création industrielle, l'architecte Jean Dethier propose la création d'un « Musée de plein air de l'architecture Moderne » comprenant la Villa Savoye, une maison en pisé de François Cointeraux, et la maison de fer démontée et remontée plus loin.
En 1985, le Centre Technique du Zinc est chargé par le ministère de la Culture d'étudier le bâtiment.
Elle est détruite par la tempête de 1999.
Une procédure de radiation des monuments historiques est lancée en 2001 et renouvelée en 2006 mais n'aboutit pas.

La maison métallique en 2013.
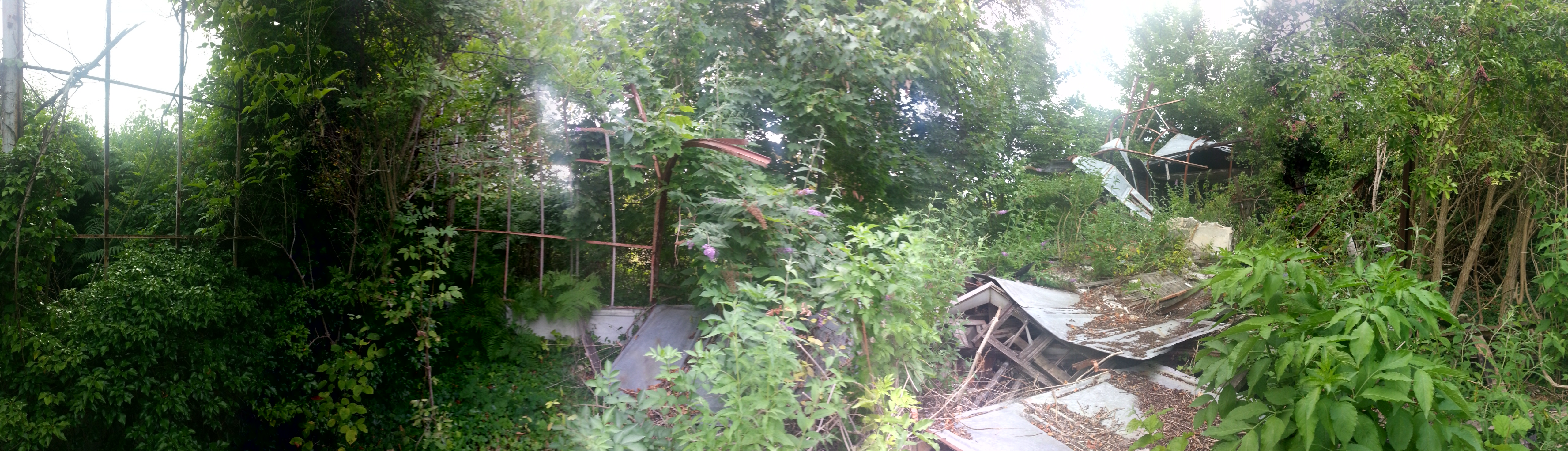
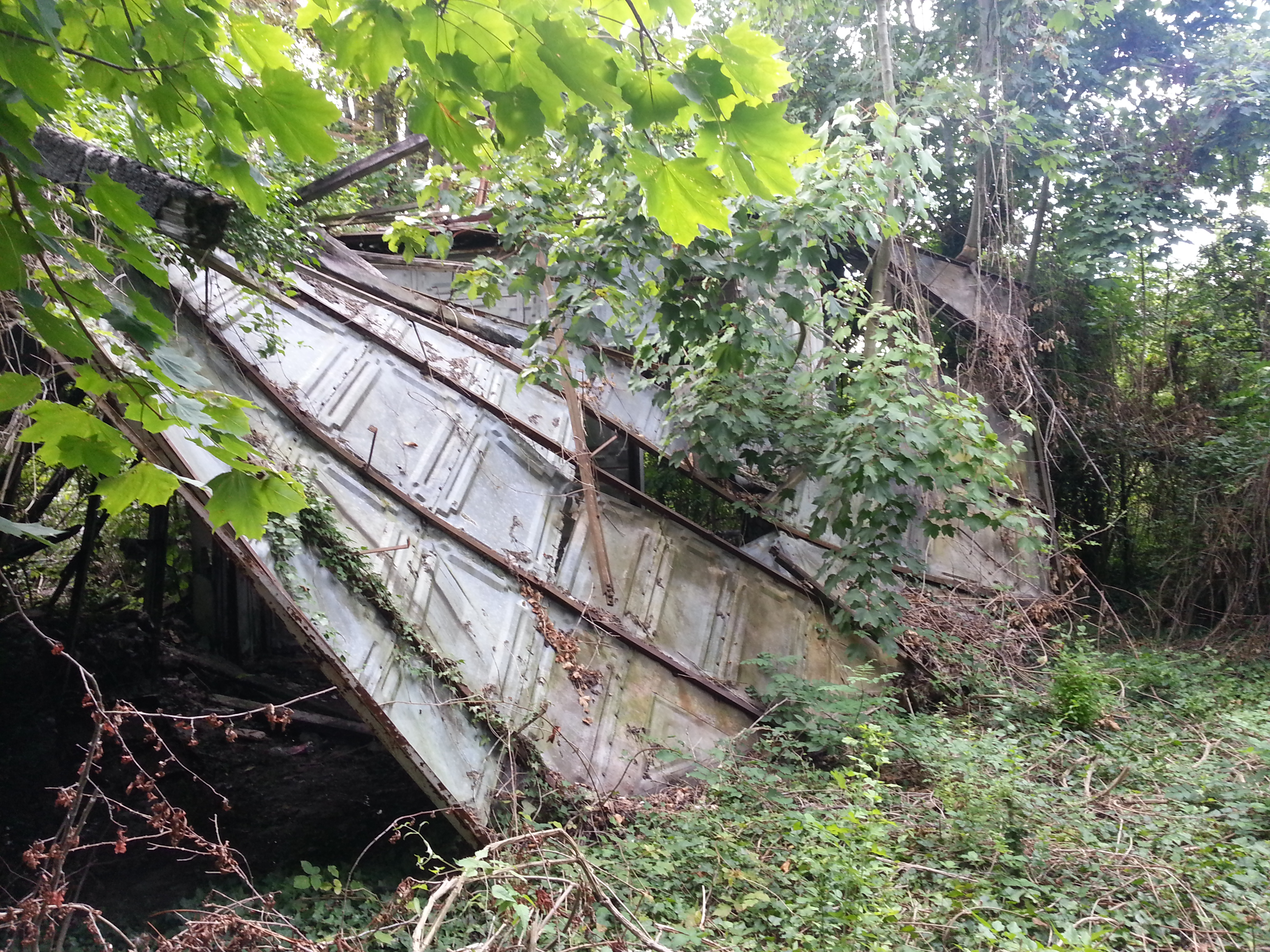

### Démontage
Le 18 juin 2011, l'association des Amis de la Maison de Fer est officialisée, après l'annonce de sa création le 5 mai de la même année. L'association fait un premier état des lieux du site et relève les cotes de la bâtisse avec l'autorisation de la Société des autoroutes Paris-Normandie, concessionnaire des lieux. En 2015, la maison de fer fait l'objet d'un film réalisé par l'association.
Le 22 juin 2015, le Conseil municipal  de la ville de Poissy vote à l'unanimité une délibération lançant les procédures d’acquisition de la maison de fer et la dépose d'un dossier de permis de construire concernant le démembrement
et la conservation des éléments métalliques de celle-ci.
La ville de Poissy obtient la cession des vestiges à l'euro symbolique auprès de la direction régionale et interdépartementale de l'Équipement et de l'Aménagement, après une délibération du Conseil municipal votée à l’unanimité le 15 février 2016,.
La ville a l'intention de rebâtir la maison de fer Danly sur le terrain du théâtre de verdure dans le parc Meissonier, pour un coût estimé à deux millions d'euros.
La direction régionale des affaires culturelles valide le dossier de la ville début mai 2016, à ce moment-là, il est estimé que 20 à 30 % des éléments d'origine peuvent être réemployés.
Un premier nettoyage du terrain a lieu en mai 2016.
Des travaux de débroussaillage ont lieu début octobre 2016 ; du 12 au 15 octobre, la véranda et les éléments de façade ouest sont démontés ; du 15 au 20 octobre le plancher intérieur et la dalle de la véranda sont nettoyés ; le 25 octobre a lieu le nettoyage de la façade sud retrouvée entière mais déformée et la découverte de tôles sous la terre, ; du 7 au 10 novembre c'est au tour de la façade ouest d'être démontée ; du 14 novembre au 1er décembre la façade sud et nord sont démontées ; le 7 décembre ce sont les fermes ; du 8 décembre au 12 janvier 2017 la façade est, du 31 janvier au 14 février l'annexe est démontée.
Quatre à cinq personnes sont présentes sur le site durant toute l'opération de démontage : chef de projet, chargée d’inventaire ainsi que deux à trois personnes des services techniques, parfois spécialisées dans un domaine tel que la serrurerie. Une mini-pelle est utilisée pour l'évacuation des nombreux gravats et faciliter le travail de l'équipe.
Le démontage, effectué selon un protocole conçu par les services techniques de la ville, le cabinet d’architecte Trio Ingénierie et validé par la direction régionale des affaires culturelles.

### Bilan de récupération des pièces

#### Éléments de façade

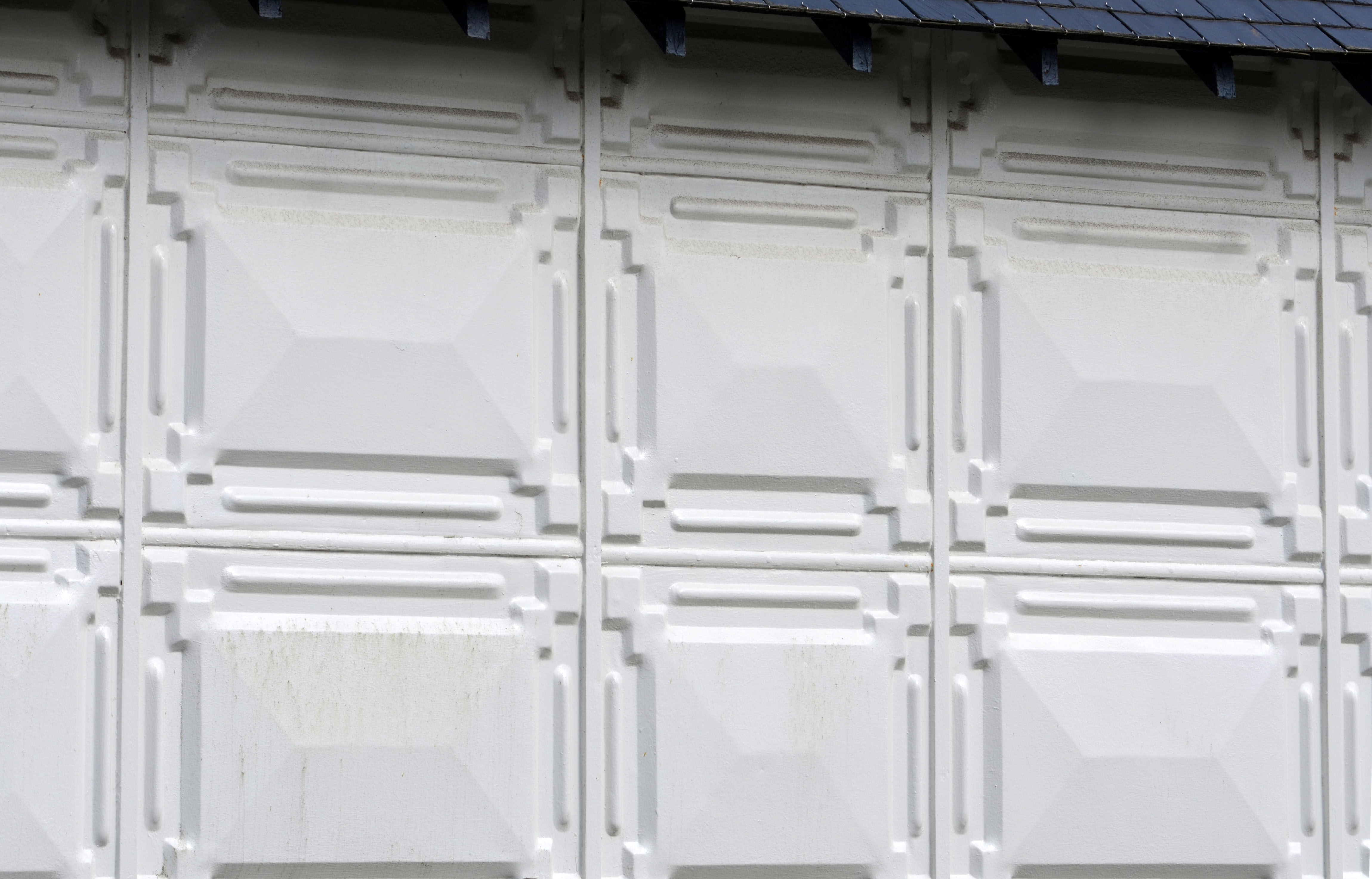
Détail des plaques (modèle de Morgat).

L'orientation indiquée correspond à l'orientation à l'emplacement d'origine.
| Façade                  | Nombre total de tôles | Nombre de tôles présentes sur le site avant démontage | Nombre de tôles démontées | Tôles manquantes |
| ----------------------- | --------------------- | ----------------------------------------------------- | ------------------------- | ---------------- |
| Ouest                   | 106                   | 34                                                    | 34                        | 72               |
| Nord                    | 115                   | 31                                                    | 31                        | 84               |
| Est                     | 118                   | 107                                                   | 107                       | 11               |
| Sud                     | 105                   | 85                                                    | 85                        | 20               |
| Annexe - Façade est     | 25                    | 25                                                    | 25                        | 0                |
| Annexe - Façade nord    | 32                    | 20                                                    | 20                        | 12               |
| Annexe - Façade sud     | 24                    | 24                                                    | 24                        | 0                |
| Totaux façades + annexe | 525                   | 326                                                   | 326                       | 199              |

#### Éléments d'ossature
64% des éléments de l'ossature ont pu être récupérés
| Ossature               | Nombre total d'élément métalliques | Nombre d'éléments démontés |
| ---------------------- | ---------------------------------- | -------------------------- |
| Nord                   | 106                                | 29                         |
| Sud                    | 57                                 | 46                         |
| Ouest                  | 26                                 | 17                         |
| Est                    | 25                                 | 25                         |
| Ossature de la véranda | 41                                 | 14                         |

### Bilan sanitaire
D'avril à juin 2017 se déroule le diagnostic sanitaire d'environ 600 pièces récupérées sur la maison.
Le bilan relève que près de 30 % des tôles d'origines seront réutilisées pour la reconstruction de l'édifice.

### Modification du PLU
En mai 2017, le Conseil municipal vote la modification du plan local d'urbanisme (PLU) de la ville pour permettre la reconstruction de l'édifice dans le parc Meissonier à l'horizon 2019, dont 60 % des pièces notamment de façade et d'armature ont été retrouvées . Un avis d'enquête publique concernant la révision du PLU est lancé en octobre 2017.
Depuis le 23 mai 2017, une exposition présentant la révision du PLU est présentée sur le balcon de l'hôtel de ville. Une réunion publique présentant ces modifications a lieu le 22 juin 2017 au Forum Armand-Peugeot. L'objectif est de faire de la maison un lieu à vocation culturelle et de valorisation du patrimoine doté d'un espace muséographique, s'insérant dans un parcours culturel allant de la collégiale Notre-Dame de Poissy à la Villa Savoye.

### Financement
En janvier 2018, la ville de Poissy ouvre une souscription publique pour le financement des 316 tôles à fabriquer et des 65 tôles à restaurer . En juillet 2018, cette souscription a récolté 5 000 euros.
En mars 2018, le coût de la reconstruction de la maison est revu, il passe de 2 millions d'euros à 3,3 millions d'euros. L’autorisation de programme et des crédits de paiement est votée lors du Conseil municipal du 12 mars 2018 à 32 votes pour et 6 votes contre.
En juin 2018, une subvention de 20 % du coût hors taxe des travaux, dans la limite de 248 402 euros, par l'État est annoncé par le préfet de la Région Ile-de-France.
En décembre 2018, le total des souscriptions publiques et du fonds de dotation MéSeine Aval, un fonds mis en place par la ville de Poissy permettant de collecter les dons d'entreprises pour des projets culturels, avoisine les 400 000 euros. Le département des Yvelines participe au financement de la reconstruction a travers une dotation de 2,5 millions d'euros pour la mise en place d'un parcours touristique à Poissy.
La région Île-de-France apporte 300 000 euros en décembre 2018. L’autorisation de programme et des crédits de paiement à hauteur de 3 139 012,30 euros est de nouveau votée lors du Conseil municipal du 18 mars 2019 à 33 votes pour et 5 abstentions. Le 19 novembre 2019, le Fonds de dotation Crédit Agricole d'Ile de France Mécénat s'engage à donner 80 000 euros pour la reconstruction,.

### Remontage et inauguration
Le 14 décembre 2018, la pose de la première pierre s'effectue en présence du maire de Poissy, Karl Olive et de la présidente du Conseil régional d'Île-de-France Valérie Pécresse, son achèvement est -à ce moment là- prévu initialement pour décembre 2019.
En juin 2019, le sous-sol de la maison est achevé. Fin août, le gros œuvre en béton est avancé .
L'ouverture attendue pour le mois d'avril 2020 est finalement reportée aux journées du patrimoine  de septembre en raison de la pandémie de Covid-19 .
L'inauguration se tient lors des Journées européennes du patrimoine, le 19 septembre 2020. Un concert de Julien Clerc et un feu d'artifice achèvent la journée.

## Programmation culturelle
La maison de fer fait partie des structures de la ville de Poissy proposant des actions éducatives à l'endroit du public scolaire. Des soirées guinguettes sont proposées épisodiquement. Un centre de documentation est ouvert sur rendez-vous au rez-de-chaussée , le premier étage est réservé aux expositions temporaires. 

### Expositions
- Meccano, un jeu indémodable, du 19 septembre 2020 au 1er novembre 2020.
- Le design de métal, du 19 mai 2021 au 26 septembre 2021 en partenariat entre le Mobilier national et conjointement avec l'exposition Sièges Modernes à la villa Savoye[49].
- Bestiaux, la foire! Quand Poissy nourrissait Paris, du 13 avril au 6 novembre 2022[50]
- Ernest Meissonier, dans l'intimité de ses ateliers, du 12 avril 2023 au 5 novembre 2023.
- Villas Modernes, le Corbusier, Bourgeois, deux architectes à Poissy, du 3 avril 2024 au 3 novembre 2024.